# Gäddtjärnen (Ljusdals socken, Hälsingland, 685577-148446)
Gäddtjärnen är en sjö i Ljusdals kommun i Hälsingland och ingår i Ljusnans huvudavrinningsområde.